# Philematium
Philematium es un género de escarabajos longicornios de la tribu Callichromatini.

## Especies
- Philematium astoboricum
- Philematium calcaratum
- Philematium chromalizoides
- Philematium currori
- Philematium debile
- Philematium femorale
- Philematium festivum
- Philematium ghesquierei
- Philematium greeffi
- Philematium mussardi
- Philematium rugosum
- Philematium swahili
- Philematium virens
- Philematium virens amphipatris
- Philematium virens femorale
- Philematium virens transversale